# 고가역

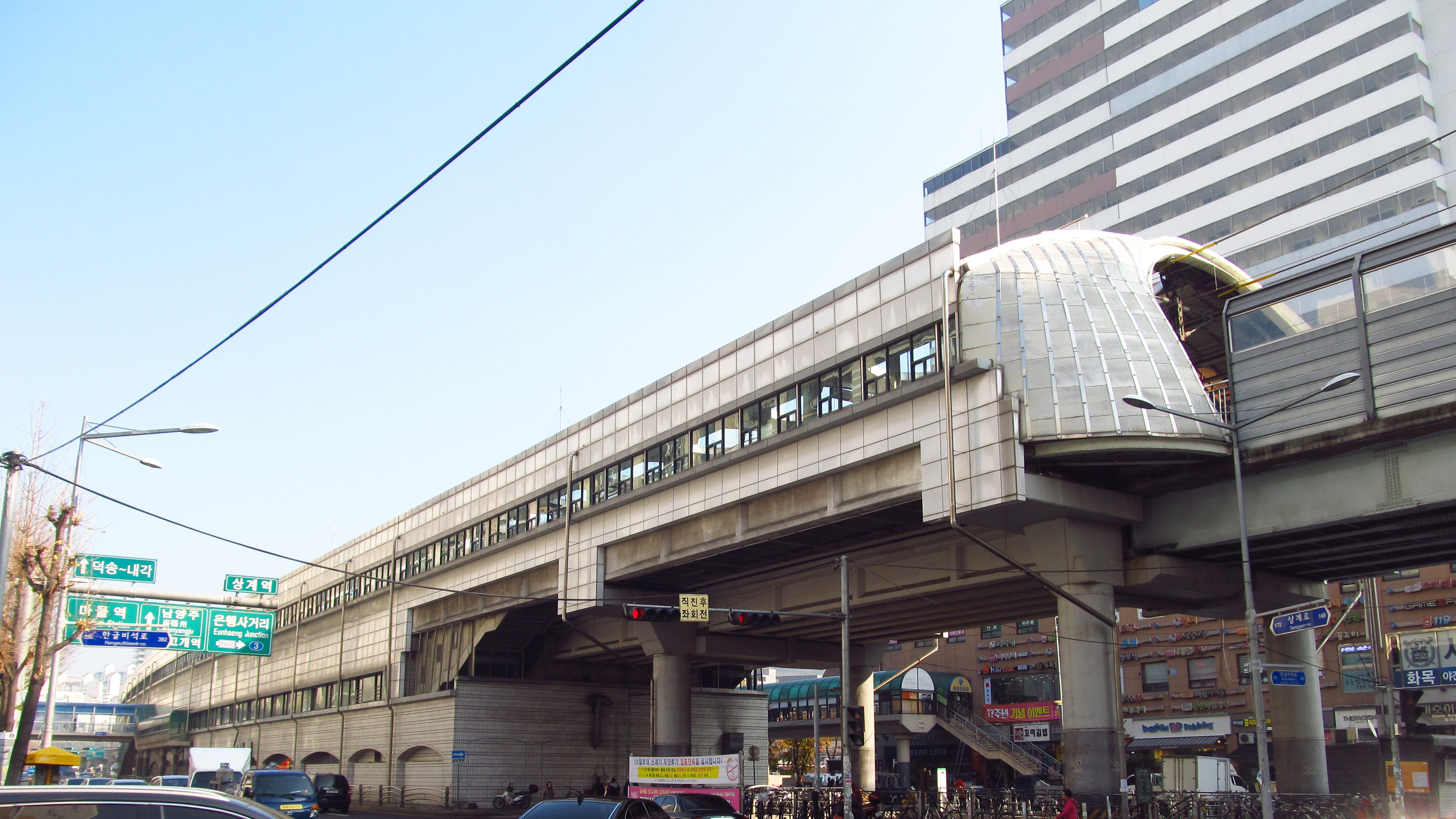
상계역

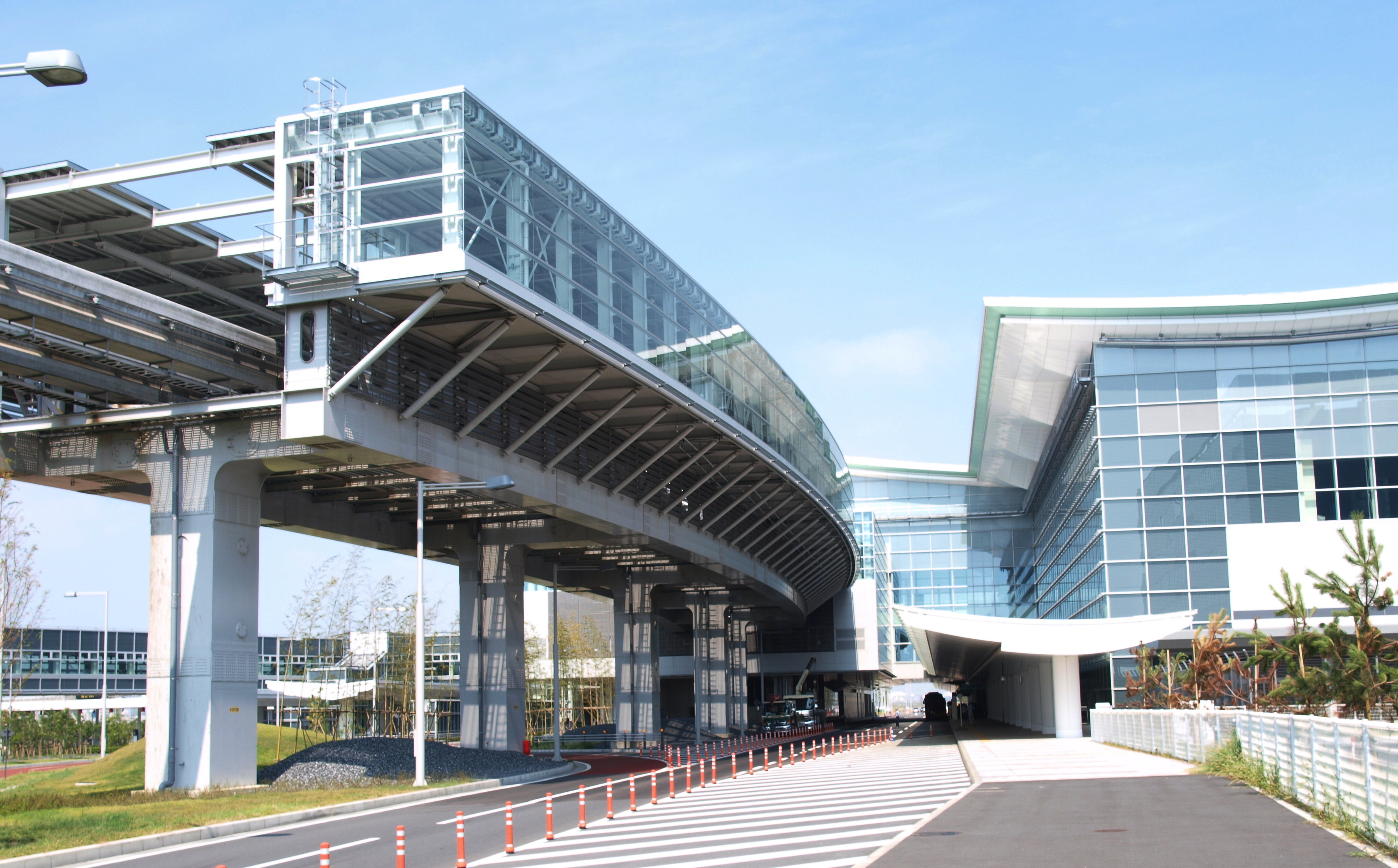
하네다 공항 제3터미널역

고가역(高架驛)은 플랫폼 등의 역 시설이 고가 구조물에 있는 철도역이다.

## 같이 보기
- 인천대공원역